# Sandersee
Sandersee är en sjö i Österrike.   Den ligger i förbundslandet Kärnten, i den centrala delen av landet, 300 km väster om huvudstaden Wien. Sandersee ligger 2 072 meter över havet.
Trakten runt Sandersee består i huvudsak av gräsmarker. Runt Sandersee är det ganska glesbefolkat, med 29 invånare per kvadratkilometer.